# Stockholms södra
Stockholms södra (szwedzki: Sztokholm południowy) – podziemna stacja kolejowa w Sztokholmie, w regionie Sztokholm, w Szwecji. Znajduje się na Västra stambanan, w dzielnicy Södermalm, w centrum Sztokholmu. Jest obsługiwana przez pociągi podmiejskie, ale także dalekobieżne i regionalne.

## Linie kolejowe
- Västra stambanan